# Dacryodes chimantensis
Dacryodes chimantensis, conocido como guapichona o iba pichuna, es un árbol de la familia de las burseráceas, que crece en los bosques húmedos de Colombia, Ecuador, Perú Venezuela, Guyana y Brasil.
El tronco alcanza 12 m de alto y 15cm de diámetro. El fuste es resinoso y muy fragante. El fruto es comestible, con pulpa carnosa y dulce.